# Kropstädt
Kropstädt è una frazione (Ortschaft) della città tedesca di Wittenberg.

## Geografia antropica
La frazione di Kropstädt comprende i centri abitati (Ortsteil) di Jahmo, Köpnick e Wüstemark.

## Amministrazione
La frazione è amministrata da un "consiglio locale" (Ortschaftsrat).